# Tesnivka, Korostîșiv
Tesnivka (în ucraineană Теснівка) este un sat în orașul raional Korostîșiv din raionul Korostîșiv, regiunea Jîtomîr, Ucraina.

## Demografie
Componența lingvistică a localității Tesnivka
     Ucraineană (96,63%)
     Rusă (1,87%)
     Alte limbi (0,37%)
Conform recensământului din 2001, majoritatea populației localității Tesnivka era vorbitoare de ucraineană (96,63%), existând în minoritate și vorbitori de rusă (1,87%) și armeană (1,12%).